# Fruitadens
Fruitadens ist eine Gattung von Dinosauriern aus der Gruppe der Heterodontosauridae, die während des Oberjura (spätes Kimmeridgium bis frühes Tithonium) in Nordamerika lebte. Fossilien wurden schon in den 1970er Jahren gefunden, aber erst 2009 durch Paläontologen um Richard Butler wissenschaftlich beschrieben. Fruitadens gehörte zu den kleinsten bekannten Nichtvogel-Dinosauriern. Einzige bekannte Art ist Fruitadens haagarorum.

## Merkmale
Fruitadens war laut Butler und Kollegen der kleinste bisher bekannte Vogelbeckensaurier. Die größten gefundenen Exemplare werden auf eine Länge von 65 bis 75 Zentimetern und ein Gewicht von 500 bis 750 Gramm geschätzt. Diese Exemplare gehörten zu fast ausgewachsenen Tieren, die bei ihrem Tod etwa fünf Jahre alt waren. Wie alle Vertreter dieser Gruppe besaß Fruitadens verschiedenartige Zähne (Heterodontie) – so fand sich im Unterkiefer ein vergrößerter, eckzahn-artiger Zahn, der in eine Mulde im Oberkiefer passte. Im Oberkiefer fehlte ein vergrößerter Eckzahn, anders als bei dem verwandten Echinodon. Einzigartig unter Ornithischiern war ein kleiner Zahn direkt vor dem vergrößerten Eckzahn des Unterkiefers, der länger als hoch war. Die Zahnkronen der übrigen Zähne waren niedrig und dreieckig.

## Lebensweise
Fruitadens war wie seine Verwandten an das Laufen angepasst, so war der untere Teil des Hinterbeins verlängert. Er ernährte sich wahrscheinlich allesfressend (omnivor), worauf die Form und der Abnutzungsgrad der Zähne hinweist. So waren Anpassungen an eine pflanzliche Nahrung weniger gut entwickelt als bei Heterodontosaurus, für den von einigen Forschern ebenfalls eine fakultative Omnivorie vermutet wird.

## Systematik

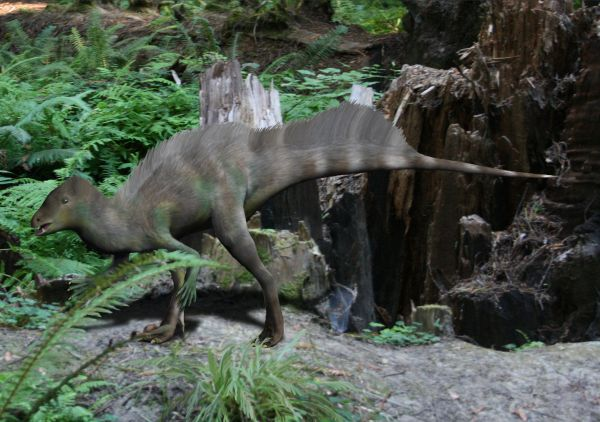
Lebendrekonstruktion von Fruitadens

Fruitadens wird zu den Heterodontosauridae gezählt, einer Gruppe kleiner, primitiver Ornithischia. Die Verwandtschaftsbeziehungen innerhalb dieser Gruppe sind aufgrund des lückenhaften Fossilberichts wenig bekannt. Butler und Kollegen vermuten jedoch, dass Fruitadens näher mit Heterodontosaurus tucki als mit Echinodon becklesii verwandt gewesen ist. Das folgende Kladogramm zeigt die mögliche Position von Fruitadens innerhalb der Heterodontosauridae (nach Butler, 2009):
|                         | Fruitadens                                                        |
|                         |                                                                   |
|                         | \| \| NHM RU A100 \| \| \| \| \| \| Heterodontosaurus \| \| \| \| |
| Vorlage:Klade/Wartung/3 |                                                                   |
|                         | NHM RU A100                                                       |
|                         |                                                                   |
|                         | Heterodontosaurus                                                 |
|                         |                                                                   |

|  | NHM RU A100       |
|  |                   |
|  | Heterodontosaurus |
|  |                   |

|                         | Fruitadens                                                        |
|                         |                                                                   |
|                         | \| \| NHM RU A100 \| \| \| \| \| \| Heterodontosaurus \| \| \| \| |
| Vorlage:Klade/Wartung/3 |                                                                   |
|                         | NHM RU A100                                                       |
|                         |                                                                   |
|                         | Heterodontosaurus                                                 |
|                         |                                                                   |

|  | NHM RU A100       |
|  |                   |
|  | Heterodontosaurus |
|  |                   |

## Fundort und Namensgebung
Die Fossilien von Fruitadens wurden von Mitarbeitern des Natural History Museum of Los Angeles County aus den Schichten der Morrison-Formation (Brushy-Basin-Schichtglied) geborgen, einer bedeutenden Fossillagerstätte. Der Fundort befindet sich nordwestlich von Grand Junction in Colorado.
Bisher sind die fossilen Überreste von vier Individuen gefunden worden: Das Holotyp-Exemplar (Exemplarnummer LACM 115747) besteht aus vollständigen Ober- und Unterkiefern, einigen Wirbeln (Hals-, Rücken-, Kreuzbein- und Schwanzwirbel) sowie Teilen eines Hinterbeins. Ein zweites Exemplar (Exemplarnummer LACM 115727) besteht aus Wirbeln und Teilen der Hinterbeine, während zwei weitere, von Jungtieren stammende Exemplare (Exemplarnummern LACM 128258 und LACM 120478) aus Kiefern, einigen Wirbeln und Teilen der Vorder- und Hinterbeine bestehen.
Der Name Fruitadens weist ein nach der Stadt Fruita benanntes Fundgebiet in Colorado, in welchem die Fossilien entdeckt wurden; die Endung dens ist Lateinisch für „Zahn“. Das Artepitheth haagorum ehrt Paul Haaga, Paul Haaga Jr., Heather Haaga, Blythe Haaga, Paul Haaga III und Catalina Haaga, welche das Natural History Museum of Los Angeles County entscheidend fördern.